# Sisó negre meridional
El sisó negre meridional (Afrotis afra) és una espècie de gran ocell de la família dels otídids (Otididae) que habita zones amb arbusts del sud de la província del Cap, a Sud-àfrica.